# Chauvry
Chauvry är en kommun i departementet Val-d'Oise i regionen Île-de-France i norra Frankrike. Kommunen ligger i kantonen Taverny som tillhör arrondissementet Pontoise. År 2022 hade Chauvry 297 invånare.

## Befolkningsutveckling
Antalet invånare i kommunen Chauvry
| Referens: INSEE |